# Степное (Краснодарский край)
Степное (ранее — Куцая Балка) — село в Кущёвском районе Краснодарского края. Входит в состав Кущёвского сельского поселения.

## География
Расположен в балке Куцая ( приток балки Водяная и реки Большой Эльбузд ) .

### Улицы
| - ул. Дальняя, - ул. Парковая, - ул. Пролетарская, - ул. Светлая, | - ул. Советская, - ул. Школьная, - ул. Южная. |

## История
В 1963 году указом Президиума Верховного Совета РСФСР хутор Куцая Балка переименован в село Степное Кущёвского сельского района ( до этого имел название хутор Зеленая Роща с1918 года ).
Ранее хутор входил в Ростовский округ Области войска Донского .

## Население
| 2002 | 2010 |
| ---- | ---- |
| 509  | ↘501 |